# سیپروهپتادین
سیپروهپتادین (به انگلیسی: CYPROHEPTADINE) که با نام تجاری پریاکتین و سیپراکتین نیز فروخته می‌شود، یک آنتی هیستامین نسل اول با خواص آنتی کولینرژیک، آنتی سروتونرژیک و بی‌حس کننده موضعی است.
در سال ۱۹۵۹ ثبت اختراع شد و در سال ۱۹۶۱ مورد استفاده پزشکی قرار گرفت. .

## موارد مصرف

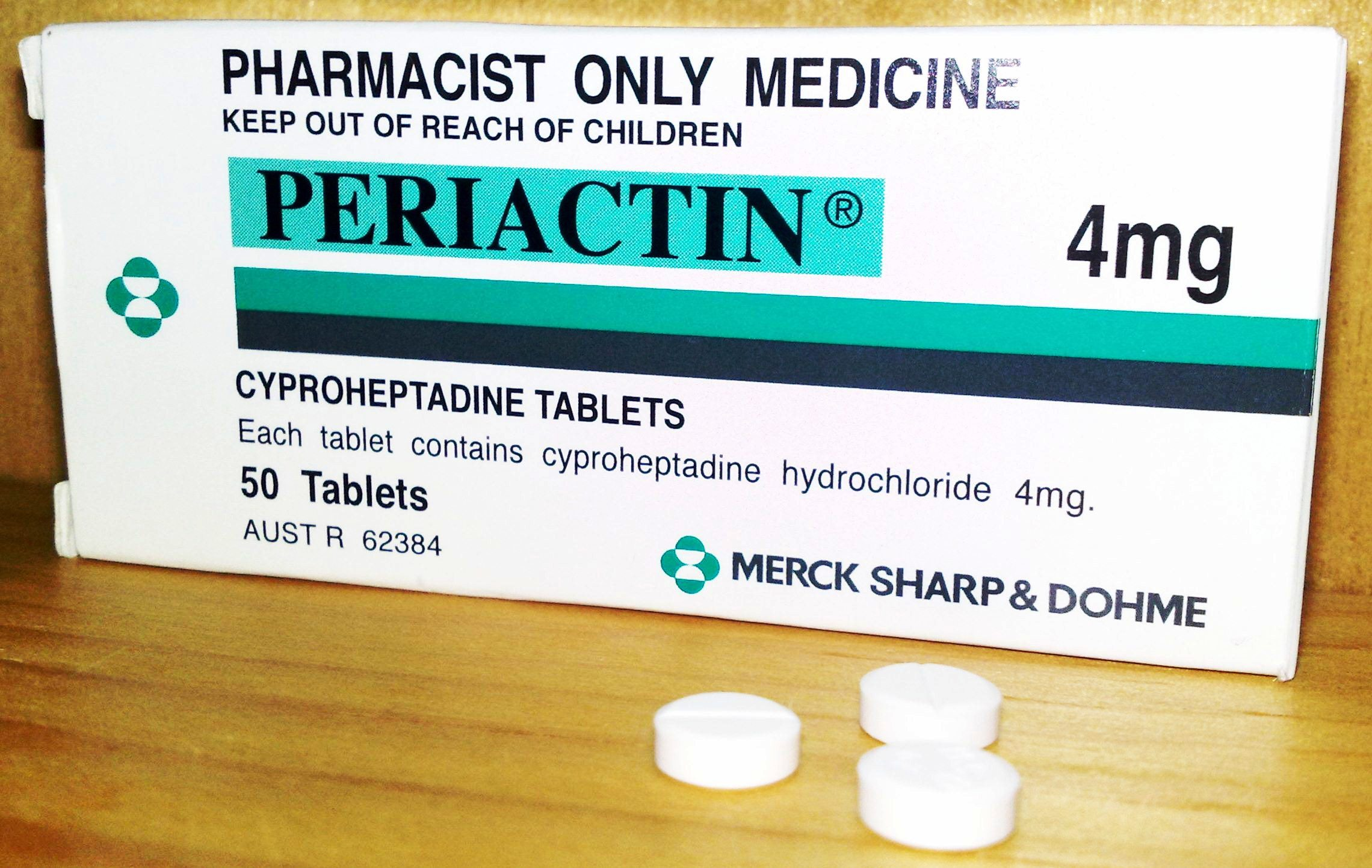
قرص پریاکتین (سیپروهپتادین) ۴ میلی‌گرم

ساختار مولکولی سه بعدی سیپروهپتادین به عنوان مدل فضاپرکن نشان داده شده‌است.

سیپروهپتادین برای درمان واکنش‌های آلرژیک (به ویژه تب یونجه) استفاده می‌شود. شواهد استفاده از آن برای این منظور حاکی از اثربخشی آن است اما آنتی هیستامین‌های نسل دوم مانند کتوتیفن و لوراتادین نتایج یکسان با عوارض جانبی کمتر را نشان داده‌اند.
همچنین به عنوان یک درمان پیشگیرانه در برابر میگرن استفاده می‌شود. در یک مطالعه در سال ۲۰۱۳، فراوانی میگرن در بیماران طی ۷ تا ۱۰ روز پس از شروع درمان به‌طور چشمگیری کاهش یافت. میانگین فراوانی حملات میگرنی در این بیماران قبل از تجویز ۷٫۸ بار در ماه بود که این میزان در ۳ ماه پس از شروع درمان به ۱ تا ۳ بار در ماه کاهش یافت. این استفاده بر روی برچسب در بریتانیا و برخی کشورهای دیگر وجود دارد.
همچنین در درمان سندرم استفراغ دوره‌ای در نوزادان استفاده می‌شود. تنها شواهد برای این استفاده از مطالعات گذشته نگر است.
سیپروهپتادین در بعضی موارد برای بهبود بی‌قراری حرکتی در افرادی که از داروهای ضد روان پریشی استفاده می‌کنند، استفاده می‌شود.
این دارو برای درمان بیماری‌های پوستی مختلف، از جمله خارش روان‌زا هیپرهیدروز ناشی از دارو (تعریق بیش از حد)، و پیشگیری از تشکیل تاول برای برخی از افراد مبتلا به اپیدرمولیز بولوزا سیمپلکس استفاده می‌شود.
یکی از اثرات دارو افزایش اشتها و افزایش وزن است که باعث استفاده از آن (خارج از برچسب در آمریکا) برای این منظور در کودکان در حال زوال و همچنین افراد مبتلا به فیبروز کیستیک استفاده می‌شود.
همچنین در مدیریت موارد متوسط تا شدید سندرم سروتونین، مجموعه‌ای از علائم مرتبط با استفاده از داروهای سروتونرژیک، مانند مهارکننده‌های انتخابی بازجذب سروتونین (و مهارکننده‌های مونوآمین اکسیداز)، و در مواردی که سطوح بالای آن وجود دارد، به‌طور غیرقابل برچسب استفاده می‌شود. سروتونین در خون ناشی از تومور کارسینوئیدی تولیدکننده سروتونین است.
سیپروهپتادین دارای اثرات آرام بخش است و می‌تواند برای درمان بی خوابی مانند سایر آنتی هیستامین‌های با اثر مرکزی استفاده شود. دوز توصیه شده برای این استفاده ۴ تا ۸ میلی‌گرم است.

## متابولیسم دارو
دارو به‌خوبی از دستگاه‌گوارش جذب می‌گردد. اثر آن ۶۰–۱۵دقیقه پس از مصرف خوراکی ظاهر می‌گردد. دفع آن کلیوی و اغلب به‌صورت متابولیت طی ۲۴ ساعت صورت می‌گیرد…

## مکانیسم اثر
این دارو آنتاگونیست گیرنده‌های 5HT2 سروتونینی می‌باشد. به دلیل خاصیت آنتی‌هیستامینی‌آن، اثر ضد آلرژی دارد.

## عوارض جانبی
عوارض شایع این دارو خشکی دهان، سر درد، خواب‌آلودگی، سفت شدن ترشحات دستگاه تنفس، تاری دید، شلی بدن، افزایش وزن، سرگیجه و یبوست، دل درد و نفخ می‌باشند.

## موارد منع مصرف و احتیاط
در کودکان زیر ۲ سال نباید مصرف شود. احتمال اختلال تنفسی و سیستم اسکلتی. هشدار: اگر این دارو را برای اشتها مصرف می‌کنید به هیچوجه به یکباره قطع نکنید و به صورت هرمی کم و سپس قطع کنید.